# Manila Bulletin
Die Manila Bulletin (auch Bulletin) ist die zweitälteste philippinische Tageszeitung. Sie erscheint an sieben Tagen der Woche mit unterschiedlichen Beilagen, das Format der Zeitung ist das Broadsheet-Format.

## Geschichte
Sie wurde am 2. Februar 1900 in Manila unter dem Namen Bulletin Publishing Company gegründet. 1959 wurde sie in Bulletin Publishing Corporation umbenannt. Die letzte Umbenennung fand am 22. Juni 1989 in  Manila Bulletin publishing Corporation statt.
Unter der Regierung von Präsident Ferdinand Marcos fungierte sie ab 1972 als Propagandaorgan, was ihr das Überleben während der Diktatur sicherte.
Besitzer der Zeitung ist der philippinische Medienmogul Emilio Yap.